# Санта-Мария (Эштремош)
Са́нта-Мари́я (порт.  Santa Maria) — фрегезия (район) в муниципалитете Эштремош округа Эвора в Португалии. Территория — 63,02 км². Население — 6033 жителей. Плотность населения — 95,7 чел/км².